# Uí Briúin

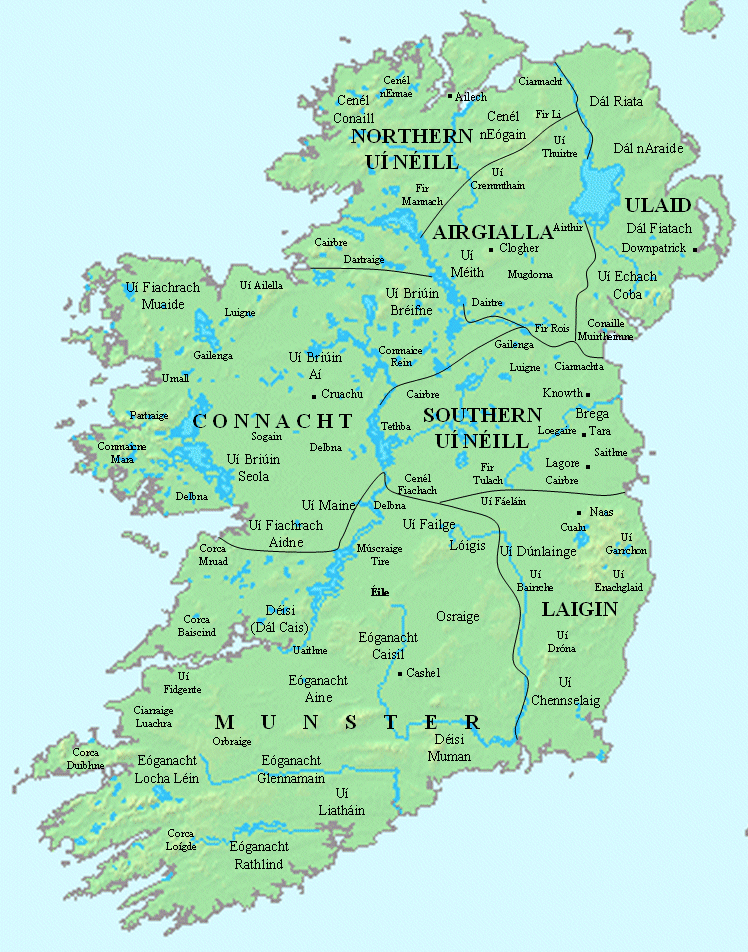
Popolazioni e regni dell'antica Irlanda, c.800

Gli Uí Briúin furono una dinastia reale del Connacht. Il loro antenato apicale omonimo era Brión, figlio di Eochaid Mugmedon e Mongfind, e un fratellastro maggiore di Niall dei Nove Ostaggi. Facevano parte dei Connachta, insieme a Uí Fiachrach e Uí nAilello, presunti discendenti degli altri figli di Eochaid Mugmedon, Fiachrae e Ailill. Gli Uí nAilello furono in seguito sostituiti come il terzo ramo dei tre Connachta dagli Uí Maine.
Il Connacht fu governato nei primi tempi dagli Uí Fiachrach, mentre gli Uí Briúin divennero la forza dominante nel Connacht solo nel VII e VIII secolo.
Gli Uí Briúin si divisero in più sette, e le tre principali sono:
- Uí Briúin Aí, chiamati così per la regione che controllavano: Mag nAí, le terre intorno all'antico centro del Connacht, Cruachan, nella moderna contea di Roscommon. Le principali divisioni degli Uí Briúin Ai furono i Síol Muireadaigh, da cui discesero le molte dinastie medievali degli Ó Conchubhair (O'Conor), così come i MacDermots, e il Síl Cathail.
- Uí Briúin Bréifne, il cui alto regno medievale di Bréifne si trovava nelle moderne contea di Cavan e contea di Leitrim. Le dinastie Ó Raghallaigh (O'Reilly) e Ó Ruairc (O'Rourke) furono tra le sette degli Uí Briúin Bréifne.
- Uí Briúin Seóla, incentrato su Maigh Seóla nella moderna contea di Galway. I re Ó Flaithbheartaigh (O'Flaherty) di Iar Connacht e i loro parenti, il Clann Cosgraigh, appartengono a questo ramo.

I re Uí Briúin di Connacht furono attinti esclusivamente da questi tre rami.

## Origine e diffusione
Secondo Tírechán, San Patrizio visitò le "sale dei figli di Brión" a Duma Selchae (situata da John O'Donovan a Mag nAí e in alternativa da Roderic O'Flaherty vicino a Loch Cime), ma non dà i loro nomi. Un passaggio equivalente nella Vita Tripartita Sancti Patritii, forse di origine del IX secolo, nomina sei figli. Una serie di fonti successive risalenti all'XI secolo in poi, nel frattempo elenca la discendenza di Brion come non meno di ventiquattro. Senza dubbio il crescente potere degli Uí Briúin fu responsabile di questo drammatico rigonfiamento dei ranghi, e nuove tribù e dinastie sotto la dominazione di Uí Briúin si dotarono di antenati che li legavano genealogicamente ai loro signori. In questa categoria rientrano gli Uí Briúin Umaill e probabilmente anche gli Uí Briúin Ratha e Uí Briúin Sinna.
Mentre Francis Byrne e John O'Donovan credevano che la dinastia avesse origine in Mag nAí, Roderic O'Flaherty e John Colgan riferiscono le tradizioni dei santi Patrizio e Felarto mentre visitano i figli di Brión a Maigh Seóla. Questa confusione che circonda la posizione di Maigh Seóla, come menzionato nella Vita Tripartita, indusse Nicholls a suggerire che l'origine geografica degli Uí Briúin fu spostata per ragioni politiche vicino a Cruachan al tempo di Tírechán. MacCotter sottolinea inoltre che quando gli Uí Briúin stavano presumibilmente iniziando la loro ascesa, date le distribuzioni dei gruppi di popolazione circostanti, "l'area originariamente disponibile agli Uí Briúin [in Mag nAí] non poteva essere costituita da più dell'area di poche parrocchie civili", il che può dare supporto alla teoria di Nicholls.
Una storia nella Silva Gadelica osserva che durante la leggendaria guerra tra Brión e Fiachra, l'accampamento di Fiachra si trovasse ad Aidhne, e la dimora di Brión a Damh-Chluain, che si dice sia nel territorio degli Uí Briúin Seóla e non lontano da Knockma Hill, a ovest di Tuam. Sebbene questa sia una leggenda, potrebbe essere un'indicazione della patria originale di Uí Briúin, così come Aidhne per gli Uí Fiachrach. Inoltre, Hubert Knox, citando la distribuzione e lo status iniziale dei Conmhaícne come soggetti agli Uí Briúin, postulò che gli Uí Briúin ebbero origine nella baronia di Clare nella Contea di Galway. Curiosamente, il Libro di Ballymote chiama Cellach mac Rogallaig "Re dei Conmaicne", un titolo comunemente assunto anche dai membri della setta degli Uí Briúin Bréifne nei secoli successivi. Lo scenario di origine di Maigh Seóla è più coerente con il fatto che i primi re di Uí Briúin (ad esempio Cenn Fáelad mac Colgan e Cellach mac Rogallaig) avevano la loro residenza a Loch Cime, così come la donazione di Áed mac Echach di Annaghdown nel VI secolo che Byrne riteneva improbabile data la distanza di Annaghdown da Mag nAí. Con l'inclusione di Máenach mac Báethíne, gli antenati di tutti e tre i principali rami della dinastia sono menzionati negli annali come residenti o combattenti nella regione di Maigh Seóla nel VII secolo. Il distretto ad est di Lough Corrib e il fiume Corrib è indicato come "Magh Ua mBriuin" già nel 1149. Questo probabilmente denota il dominio del "re di Uí Briúin", un titolo sostenuto principalmente da uomini dell'Uí Briúin Seóla. Come sottolinea Knox, questi re si distinsero molto presto dai Síol Muireadaigh del Roscommon centrale nel Lebor na Cert, suggerendo che le terre dell'Uí Briúin Seóla erano l'originale patria degli Uí Briúin.